# Urcy
Urcy är en kommun i departementet Côte-d'Or i regionen Bourgogne-Franche-Comté i östra Frankrike. Kommunen ligger i kantonen Gevrey-Chambertin som tillhör arrondissementet Dijon. År 2022 hade Urcy 145 invånare.

## Befolkningsutveckling
Antalet invånare i kommunen Urcy
Referens:INSEE